# Stack Overflow
Stack Overflow（意為“堆棧溢出”）是一個程式設計領域的問答網站，隶属Stack Exchange Network。網站允許註冊用戶提出或回答問題，利用積分制度讓用戶自行管理。另外網站也會根據用戶的貢獻頒發徽章。用戶建立的內容都使用知識共享協議授權。
直至2018年9月，Stack Overflow有超過9,400,000名註冊用戶和超過16,000,000個問題，其中最常見的主題有JavaScript、Java、C#、PHP、Android、Python、jQuery和HTML。

## 歷史
Stack Overflow由Jeff Atwood及Joel Spolsky在2008年創立，旨在建立一個相對於Experts-Exchange等早期論壇更開放式的替代品。網站的名稱是在2008年四月，由創辦人Atwood的知名程式設計部落格Coding Horror的讀者選出網站的商標也是以相同的方式投票選出的。2008年1月31日，Jeff Atwood向他的訂閱者寄發邀請函，鼓勵他們參予新網站的封閉測試。自2008年9月15日開始公開測試後，大眾才可以在這個網站尋求程式設計相關的協助。
在2010年3月3日，Stack Overflow宣佈募得由Union Square Ventures為首的一群投資人的六百萬風險投資。

## 聲望值和管理制度
未註冊使用者可以存取網站的大部分功能，使用OpenID登入的使用者可以使用更多功能，諸如：建立個人檔案、賺取聲望點數並啟用修改標簽或者投票關閉問題。
利用「聲望值」來決定用戶的管理權限，以此達到社區自我管理。聲望值（Reputation）就是用戶進行網站互動時能獲取的分數，例如，用戶 A 回答了一個問題，用戶 B 對用戶 A 的解答給予了「加分」，用戶 A 就會因而獲得10點聲望值。對已有問題或答案扣分，作者和評價者的聲望值都會降低，以此避免惡意報復。當聲望值達到某個程度，用戶的權限（Privileges）就會增加，如聲望值超過50點就可以評論答案、聲望值超過 2000 可以直接編輯問題，無需作者同意。雖然「聲望值」很大程度能讓社區高效的自我管理，但是聲望值機制並非完美。例如用戶詢問或回答新手常遇到的簡單問題（在有大量的用戶的語言），就很容易獲得非常多的聲望值，導致他們獲得不符合自身能力的 Privileges。
用戶可以提交編輯標題、提交編輯主題標籤、提交編輯問題內文（如果聲望值不夠高，就需要發問者接受編輯）。並且能夠將問題的狀態標示為重複問題、低質量問題、刪除（標示為被刪除）問題、關閉問題，讓社群的問答維持品質。在 2016 年，社群刪除了 150 萬個帖子，其中大約 8% 是由版主刪除的。

## 技術
Stack Overflow是以ASP.NET 3.5撰寫而成並使用ASP.NET MVC（MVC模式）框架。

## 姐妹站

### Server Fault
在2009年4月，Stack Overflow的擁有者開始了Server Fault姐妹站的封閉測試，這個網站針對系統管理領域進行問答。截至2009年6月，本網站仍在開放測試階段。

### Super User
Super User是一個針對超級使用者，而非僅限於系统管理员或者程式設計師的姐妹站。於2009年6月進入半封閉測試，並於2009年8月18日開放。

## 现任首席执行官
- Prashanth Chandrasekar（2019年10月1日上任）[23]

## 外部連結
- Stack Overflow（页面存档备份，存于）
- Stack Overflow podcast（页面存档备份，存于）
- Stack Overflow中文討論區
- Stack Exchange網站列表（页面存档备份，存于）